# John Anderson
John Anderson (Cincinnati, Ohio, SAD, 4. srpnja 1907. – Naknek, Aljaska, SAD, 11. srpnja 1948.) je bivši američki bacač diska i olimpijski pobjednik na Olimpijadi 1932. u Los Angelesu. Tada je bacio disk 49,49 m čime je postavio novi olimpijski rekord.
Anderson se nije uspio kvalificirati na sljedeće OI 1936. u Berlinu. Tijekom 2. svjetskog rata služio je u američkoj mornarici na Tihom oceanu a poslije toga bio je pomorski časnik u ribarskoj floti koja se bavila ulovom lososa. Preminuo je 1948. u Aljaski zbog posljedica krvarenja u mozgu.

## Olimpijske igre

### OI 1932.
| RANG | Natjecatelj    | Udaljenost |
| ---- | -------------- | ---------- |
|      | John Anderson  | 49,49      |
|      | Henri LaBorde  | 48,47      |
|      | Paul Winter    | 47,85      |
| 4.   | Jules Noël     | 47,74      |
| 5.   | István Donogán | 47,08      |

## Vanjske poveznice
- Sports-reference.com - John Anderson  Arhivirana inačica izvorne stranice od 6. veljače 2013. (Wayback Machine)